# Adrianichthys
Genre
Adrianichthys est un genre de poisson de la famille des Adrianichthyidae et de l'ordre des Beloniformes. Ce genre est endémique au lac Poso en Sulawesi, en Indonésie et toutes les espèces sont très menacées par notamment la dégradation de leur habitat. Deux espèces sur les quatre que regroupe le genre sont peut-être déjà éteintes.

## Liste des espèces
Selon FishBase (22 mai 2015):
- Adrianichthys kruyti M. C. W. Weber, 1913
- Adrianichthys oophorus (Kottelat, 1990)
- Adrianichthys poptae (M. C. W. Weber & de Beaufort, 1922)
- Adrianichthys roseni Parenti & Soeroto, 2004